# Saint Mary's College de California
St. Mary’s College of California es una universidad privada, católica, de los Hermanos de las Escuelas Cristianas, ubicada en Moraga (California), Estados Unidos de América, localidad situada a unos 32 km al este de San Francisco.

## Historia
Fue fundada en 1863 como universidad diocesana por el dominico catalán Josep Sadoc Alemany, que fue Obispo de Monterrey primero y de San Francisco después. En 1868, Alemany no estaba contento con el funcionamiento de la universidad y solicitó a Roma su traspaso a los Hermanos de las Escuelas Cristianas, que la dirigen desde entonces hasta hoy en día. 

## Deportes
Compite en la West Coast Conference de la División I de la NCAA.